# Pfarrkirche Johnsbach

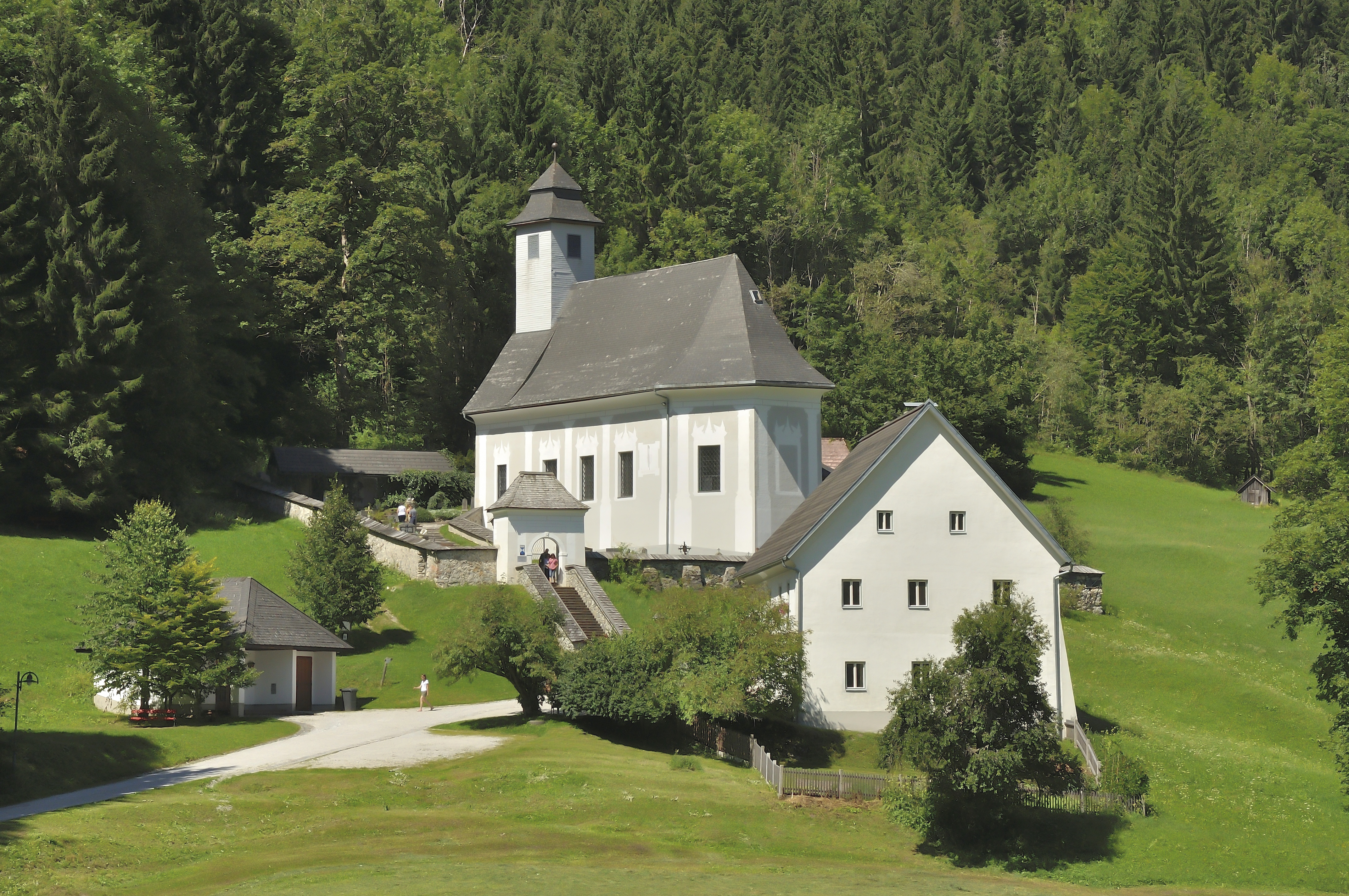
Katholische Pfarrkirche hl. Ägydius in Johnsbach

Die Pfarrkirche Johnsbach steht in der ehemaligen Gemeinde Johnsbach in der Marktgemeinde Admont im Bezirk Liezen in der Steiermark. Die dem heiligen Ägidius geweihte römisch-katholische Pfarrkirche – dem Stift Admont inkorporiert – gehört zum Dekanat Admont in der Diözese Graz-Seckau. Die Kirche steht unter Denkmalschutz (Listeneintrag). 

## Geschichte
Die erste Kirche wurde 1310 erbaut. Unter dem Abt Raimund von Rehling wurde die Kirche von 1663 bis 1666 ganz umgebaut. Die Kirche wurde 1673 zur Pfarrkirche erhoben. 1968 und 1977 wurde die Kirche restauriert.

## Architektur
Die Kirche steht im sogenannten Bergsteigerfriedhof Johnsbach.
Kirchenäußeres
Die Kirche zeigt außen eine gemalte Pilastergliederung sowie gemalte Fensterrahmungen. Der Dachreiter über der Westfront trägt einen gestuften Helm. Über dem Eingang zeigt eine Wandmalerei das Wappen von Abt Reymund.
Kircheninneres
An das vierjochige Langhaus schließt ein einjochiger Chor mit einem Dreiachtelschluss an. Der Chor sowie das Emporenjoch sind vom Langhaus mit einem eingezogenen Bogen abgetrennt. Im Gewölbe des Chorschlusses zeigen barocke Wandmalereien die Anbetung der Könige, Beschneidung, Flucht nach Ägypten, Josef, Antonius, Florian, Nikolaus.

## Ausstattung
Der Hochaltar aus 1666 wurde abgebrochen, die zwei Hochaltarbilder sind erhalten, Geburt Christi von Daniel Miller 1634, Ägydius um 1666.
Eine Glocke ist aus dem 14. Jahrhundert.